# Eyton upon the Weald Moors
Eyton upon the Weald Moors – wieś w Anglii, w hrabstwie ceremonialnym Shropshire, w dystrykcie (unitary authority) Telford and Wrekin. Leży 17 km na wschód od miasta Shrewsbury i 213 km na północny zachód od Londynu.